# Actaea banarensis
Actaea banarensis är en kräftdjursart som först beskrevs av M. J. Rathbun 1911.  Actaea banarensis ingår i släktet Actaea och familjen Xanthidae. Inga underarter finns listade i Catalogue of Life.